# Palazzo Turchi di Bagno
Il palazzo Turchi di Bagno è un palazzo storico di Ferrara in corso Ercole I d'Este 32.

## Storia
Venne progettato attorno al 1492 dall'architetto Biagio Rossetti nell'ambito della grandiosa opera urbanistica nota come Addizione Erculea per creare il Quadrivio degli Angeli. Gli altri edifici monumentali che compongono i vertici del quadrivio sono il palazzo dei Diamanti e il palazzo Prosperi-Sacrati.
Il palazzo fu edificato a partire dal 1498 ed i lavori furono in parte seguiti direttamente dal duca Ercole I d'Este prima di venderlo ad Aldobrandino Turchi.
Il palazzo venne ceduto al demanio militare nel 1933 e pesantemente danneggiato dai bombardamenti della seconda guerra mondiale. In seguito fu ristrutturato ed adibito a sede universitaria e museale. Ospita nel giardino l'Orto botanico dell'Università di Ferrara dal 1962 e nel 1964 vi fu trasferito l'allora Istituto di geologia divenendo in seguito sede del dipartimento di biologia ed evoluzione e del Museo di paleontologia e preistoria Piero Leonardi.

## Descrizione
La struttura architettonica non gode di particolari decorazioni e segue una prospettiva piuttosto lineare, costruito con mattoni e connotato dall'unico elemento degno di spicco ovvero la parasta angolare in pietra bianca con doppio ordine di capitelli corinzi.
Inoltre fanno parte della costruzione originale il portale d'ingresso e il cornicione in cotto decorato.